# Heliangelus exortis
El colibrí turmalina (Heliangelus exortis), también conocido como ángel gorgiturmalina (en Colombia), colibrí belicoso (en Colombia), solángel turmalina (en Ecuador), ángel del sol de cola negra o heliángelus belicoso, es una especie de ave apodiforme de la familia Trochilidae, perteneciente al género Heliangelus. Es nativa de regiones andinas del noroeste de América del Sur.

## Distribución y hábitat
Se distribuye de forma algo disjunta por las tres cadenas de la cordillera de los Andes de Colombia, hacia el sur por la pendiente oriental del este de Ecuador hasta Morona Santiago.
Esta especie es considerada localmente bastante común en sus hábitats naturales: el interior y los bordes de selvas húmedas pre-montanas, más abundante en bosques nubosos y enanos densos con musgos, a menudo con enmarañados de bambú. Frecuentemente ocurre en claros con matorrales, y pastizales con arbustos desde los 1500 hasta los 3400 metro de altitud, generalmente por encima de los 2300 m.

## Descripción
Mide en promedio 10,2 cm de longitud total, de los cuales corresponden a su pico corto y recto 1,5 cm. El macho tiene las partes superiores de color verde lustroso, oscuro alrededor de los ojos; con la frente verde claro iridiscente; la garganta y el pecho son también iridiscentes muy brillantes, arriba con una franja azul, seguida en la parte baja de la garganta de un parche rosado (rojizo o violáceo) más grande y luego más ampliamente distribuido el verde brillante sobre el pecho; el vientre y la grupa son de color gris con discos verdes; las alas cobrizas; la cola es negra purpúrea larga y ahorquillada y presenta el dorso verde bronce; la frente y el pecho verde iridiscente; la hembra tiene la garganta y las plumas infracaudales blancas; el vientre color crema; las alas fuscas y tiene la cola más corta y menos ahorquillada que el macho.

## Alimentación
Consume principalmente néctar de las flores de Salvia, Centropogon y Fuchsia. Cuando toma el néctar se cuelga de la flor con las alas en V. También se alimenta de insectos, que captura en vuelo o sobre las plantas. Busca alimento a baja altura.

## Sistemática

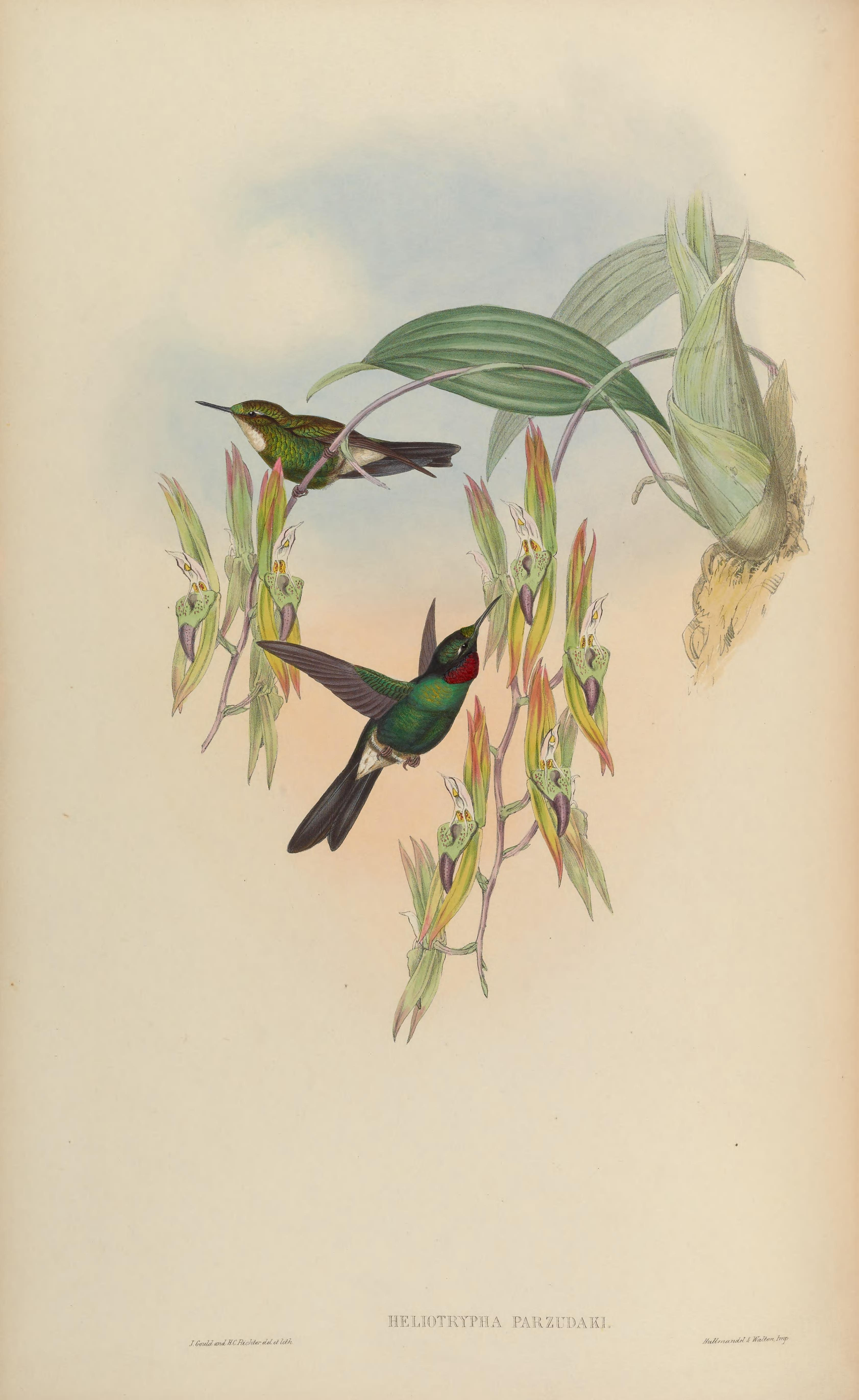
Heliotrypha parzudaki sinónimo de Heliangelus exortis ilustración de Gould y Richter en A monograph of the Trochilidae, or family of humming-birds 4, 1861.

### Descripción original
La especie H. exortis fue descrita por primera vez por el ornitólogo británico Louis Fraser en 1840 bajo el nombre científico Trochilus exortis; su localidad tipo es « Guaduas, Colombia».

### Etimología
El nombre genérico masculino «Heliangelus» se compone de las palabras del griego «hēlios» que significa ‘sol’, y «angelos» que significa ‘ángel’; y el nombre de la especie «exortis», en latín significa ‘amanecer’.

### Taxonomía
Es pariente próxima de Heliangelus micraster y ya fueron consideradas conespecíficas. La forma descrita Heliangelus exortis soderstromi se considera inválida. Es monotípica.